# Kaguru (peuple)
Pour les articles homonymes, voir Kaguru.
Les Kaguru sont un peuple bantou d'Afrique de l'Est établi en Tanzanie.

## Ethnonymie
Selon les sources et le contexte, on observe plusieurs autres formes : Chikagulu, Guru, Kagourou, Kagulu, Kagurus, Kiningo, Wakaguru.

## Langue
Leur langue est le kaguru (ou kagulu), une langue bantoue dont le nombre de locuteurs était estimé à 241 000 en Tanzanie en 2006. Le swahili est également utilisé comme langue véhiculaire.